# Dominika Kolowrat-Krakowská
Dominika Kolowrat-Krakowská (úředně zapsaná ahistoricky jako Kolowrat-Krakovská; * 26. února 1966 v Praze) je správkyně rodového majetku šlechtického rodu krakovských Kolovratů, pozůstalá po Františku Tomášovi Kolowratu-Krakowském.

## Činnost

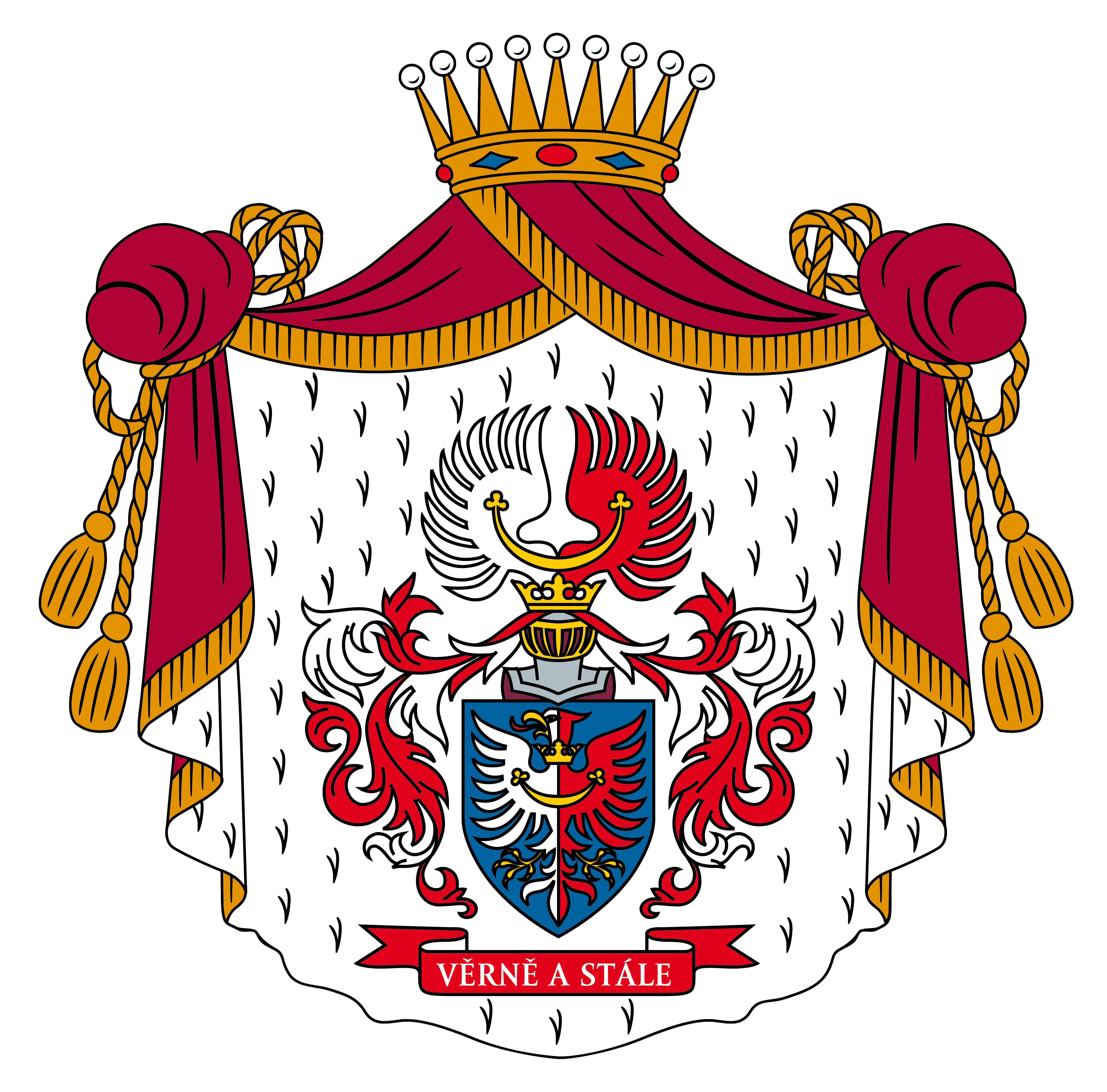
Erb rodu Kolovratů

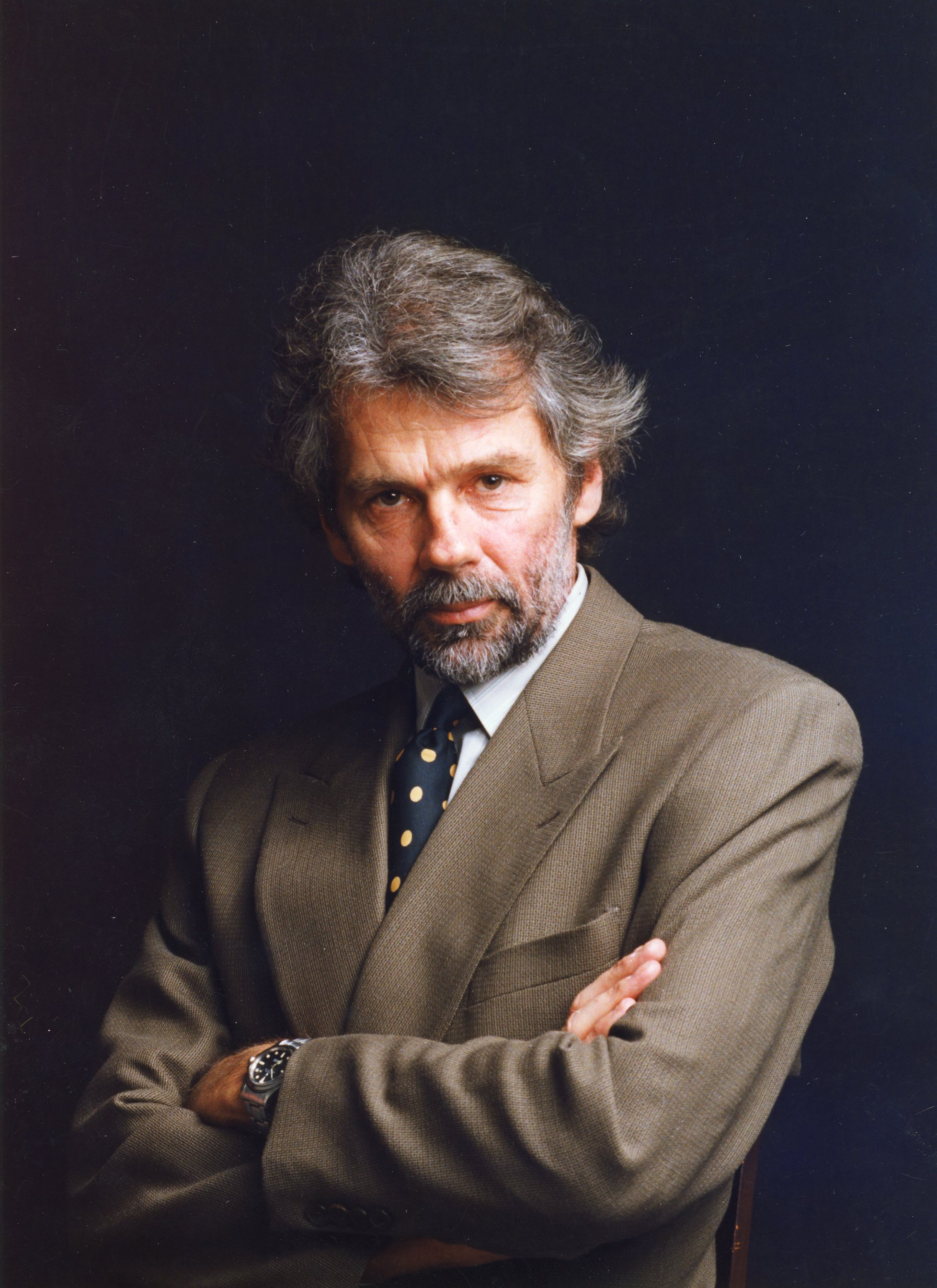
František Tomáš hrabě Krakowský z Kolowrat

Narodila se jako Dominika Perutková 26. února roku 1966 v Praze v rodině právníka. V dětství se věnovala poloprofesionálně tenisu a později, v době svých studií, modelingu. Své studium zakončila v roce 2003 doktorátem v oblasti dějin práva na právnické fakultě Univerzity Karlovy.
Správkyní rodového dědictví, které spravuje společně se svými dětmi Maxmiliánem Alexandrem a Francescou Dominikou, je od roku 2004. Správu převzala po smrti svého dlouholetého partnera Františka Tomáše Kolowrata-Krakowského. S Tomášovými sourozenci se nestýká.
Dne 26. února 2008 založila Dominika Kolowrat-Krakowská s dětmi Maxmiliánem (* 1996) a Francescou (* 1998) Nadační fond Kolowrátek pro podporu nadaných dětí a mladistvých. V návaznosti na historickou tradici rodu směřují aktivity také do oblasti kultury, vzdělávání a lidských práv, do podpory osob v tíživé sociální situaci a do podpory poskytování sociálních a zdravotně-sociálních služeb. Z fondu je například finančně podporován Dětský domov Tachov či Mezinárodní hudební festival Mladá Praha. V současnosti je hlavní prioritou Nadačního fondu Kolowrátek podpora individuálních žádostí – pomoc hendikepovaným dětem a dětem ze sociálně znevýhodněných rodin.

## Rodina a soukromý život
Dominika Kolowrat-Krakowská se se svým životním partnerem Františkem Tomášem Kolowratem-Krakowským (25. únor 1943 Praha – 26. červen 2004 Praha) seznámila v prosinci 1992 v divadelním klubu v pražském Kolowratském paláci.
Potomci:
- 1. Maximilian Alexander (* 28. září 1996 Praha)[4]
- 2. Francesca Dominika (* 11. srpna 1998 Praha)[4]